# Agelasticus xanthophthalmus
Agelasticus xanthophthalmus là một loài chim trong họ Icteridae.